# Columbia (Alabama)
Columbia – miasto w Stanach Zjednoczonych, w stanie Alabama, w hrabstwie Houston. W roku 2023 miasto zamieszkiwało 700 osób, a gęstość zaludnienia wynosiła 67,3 osoby/km².